# 로사 살바헤
《로사 살바헤》(스페인어: Rosa salvaje)는 1987년부터 1988년까지 방영된 멕시코의 텔레노벨라이다.